# Malscher Landgraben
Der Malscher Landgraben ist ein über 15 km langer Bach in der Oberrheinischen Tiefebene im westlichen Baden-Württemberg, der in Karlsruhe von links und Süden in die Nordschwarzwälder Alb mündet.

## Geographie

### Verlauf
Der Malscher Landgraben beginnt seinen Lauf am Südrand des Malscher Siedlungsteils in der Tiefebene. Er entsteht auf wenig über 120 m ü. NN neben der Jahnstraße und läuft anfangs offen nordöstlich durch die Siedlung. Fast an ihrem Nordostende unterquert er, inzwischen verdolt, die Sezanner Straße und wird neben dieser vom Lindenhardterwegbach gekreuzt, der rechter Teilungsast des Dorfbaches von Malsch ist. Dessen linker ist der Federbach, welcher am Abzweig der Neudorfstraße vom Straßenzug  Adlerstraße – Sezanner Straße der Adlerstraße folgt. Rechnete man den Dorfbach und seinen Oberlauf zum Malscher Landgraben, hätte dieser eine um mehrere Kilometer größere Länge.
Mit Eintritt in die Flur beginnt er seinen langen und sehr gefällearmen Grabenlauf durch die weite Kinzig-Murg-Rinne unmittelbar vor dem Rand des nördlichen Schwarzwaldes im Osten. Aus diesem entwässern in ihn mehrere große rechte Nebenbäche, teils mit einem Büschel von Zuflüssen vom Schwarzwaldrand, die an ihren Oberläufen Kerbtäler ausgebildet haben, im Flachland der Rinne aber wie der Landgraben selbst in künstlichen Gräben laufen. Der erste davon ist das Krebsbächle, nach dessen Mündung am Ende eines Waldstücks der Landgraben sich von der Bahnlinie etwas abkehrt, dessen Damm er ab dem Ortsende von Malsch gefolgt war. Gleich darauf mündet von links neben der A 5 der oben erwähnte Lindenhardterwegbach, danach fließt der Landgraben in einer weiten Wiesenaue zwischen dem Hardtwald links und der länglichen Waldinsel Buchtzig rechts weiterhin nordöstlich auf Ettlingen-Bruchhausen zu; am Anfang und Ende des Buchtzig liegt dabei jeweils ein größerer Baggersee.
Im Bereich von Bruchhausen, dessen Wohngebiete links liegen und kaum Abstand vom Lauf halten, laufen von rechts der Reutgraben und der Beierbach zu. Hier fließt der Landgraben nördlich, gleich darauf entwässert das Weiligbächle durch eine Gewerbezone, die schon zu Ettlingen selbst gehört, ebenfalls von rechts. Hier nur mehr 1,5 km von seinem Vorfluter Alb im Osten entfernt, der hier den Schwarzwald verlässt, dreht der Landgraben auf Nordwestkurs und durchzieht, links anfangs begleitet von der Ettlinger Linie, den Hardtwald. Diesen verlässt er dann beim Hofgut Scheibenhardt wieder auf Nordnordostlauf und tritt dann gleich zwischen dessen Stadtteilen Oberreut links und Beiertheim-Bulach in den bebauten Bereich Karlsruhes ein, wo er der L 605 nahe folgt und an deren Kleeblatt mit der B 10 von links und Südsüdwesten in die den Nordschwarzwald durchlaufende Alb mündet.
Von seinem Ursprung am Südrand von Malsch in der Oberrheinischen Tiefebene an läuft der Malscher Landgraben als ein Sammelgraben einer Länge von 15,4 km mit sehr wenig Gefälle vor dem Schwarzwaldrand. Ließe man ihn dagegen mit dem Oberlauf Waldprechtsbach–Malscher Dorfbach beginnen, der über seinen rechten Ast Lindenhardterbach in den Landgraben entwässert, gewöhnlich aber zu seinem linken Teilungsast Federbach gerechnet wird, müsste man eine Länge von wenigstens 23 km ansetzen, die Quelle läge dann auf fast 420 m ü. NN. Mit dem ersten schwarzwaldbürtigen rechten Zufluss Krebsbächle als Oberlauf, der auf etwa 453 m ü. NN westlich von Malsch-Volkersbach in den Schwarzwald-Randhöhen entsteht, käme er immerhin noch auf eine Länge von 17,5 km.

### Einzugsgebiet
Das Einzugsgebiet des Malscher Landgrabens umfasst 58,1 km² am westlichen Schwarzwaldrand und in der Oberrheinischen Tiefebene. Der Bach selbst läuft als ein vorwiegend von rechts von Schwarzwald und Vorbergen Zulauf erfahrender Sammelgraben in der Kinzig-Murg-Rinne etwas vor dem markant ausgeprägten Gebirgsrand in der Tiefebene nordnordöstlich, bis dann ab dem Gebirgsaustritt der danach zunächst parallel laufenden und später den Landgraben aufnehmenden Alb die Zuflüsse von dieser Seite aussetzen. Das Einzugsgebiet setzt sich deshalb zusammen aus einem parallel zum Schwarzwaldrand nordnordöstlich ausgerichteten und ihn überdeckenden ungefähren Rechteck von 8,5 km × 6,5 km, das von Malsch im Südsüdwesten bis dicht an die Alb in Ettlingen reicht, und einem an dessen nordwestlicher Ecke in selber Ausrichtung aufgesetzten Mündungskeil von 4 km × 1,5 km. Etwa 38 % des Einzugsgebietes liegen links des Laufes.
Angrenzende Einzugsgebiete sind das der Alb im Norden und Osten, das des Federbachs im Süden und Westen, mit dem er sich einen obersten Lauf und dessen Zuflusssystem teilt (Waldprechtsbach / Malscher Dorfbach, Bachteilung in Malsch), das jedoch dem Federbach zugerechnet wird.
Die linke Wasserscheide im Bereich des Hardtwaldes ist im Gelände kaum erkennbar, die rechte auf dem flachen Bergstock zwischen ihr und dem Schwarzwaldlauf der Alb merklich besser. In der Tiefebene ist sie überdies stark durch menschlichen Eingriff bestimmt, nämlich die Ausrichtung der künstlichen Entwässerung durch Geländegräben und städtische Kanalisation.

### Kommentierte Zuflussliste

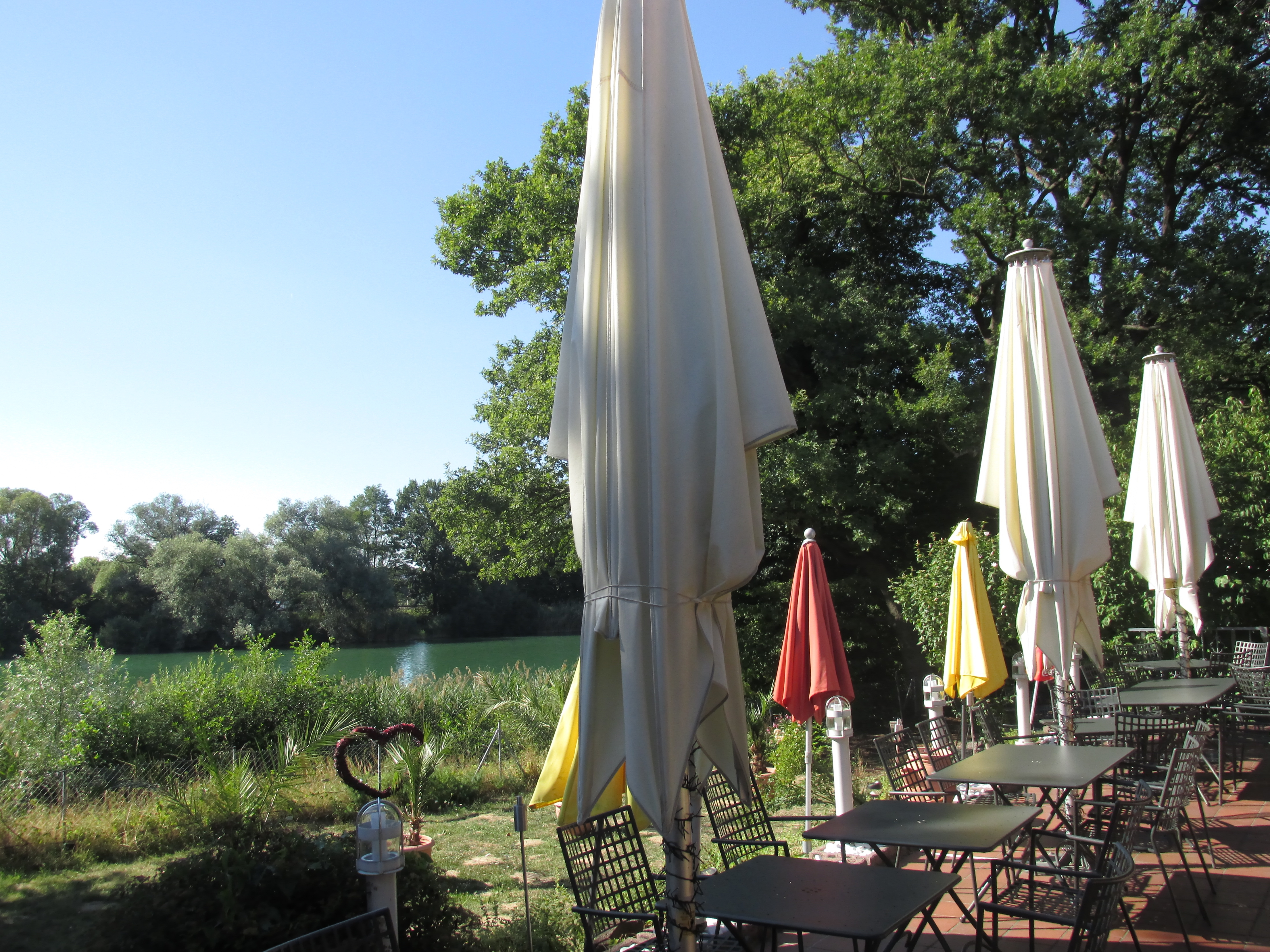
Am Buchtzigsee

Liste der Zuflüsse und  Seen von der Quelle zur Mündung. Gewässerlängen in der Regel nach LUBW-FG10 (Datensatzeinträge), Einzugsgebiete entsprechend nach LUBW-GEZG, Seeflächen nach LUBW-SG10, Höhenangaben nach dem Höhenlinienbild auf dem Geodatenviewer. Andere Quellen für die Angaben sind vermerkt.
Der Malscher Landgrabens ist ab seiner Quelle am Südwestrand von Malsch 15,36 km lang und hat – auch hierbei ohne die mit dem Federbach gemeinsamen Oberläufe –  ein Einzugsgebiet von 58,135 km².
 15,4 km: Ursprung des Malscher Landgrabens am Südwestende des westlichen Ortsteils von Malsch in der flachen Ebene an der Jahnstraße auf etwas über 120 m ü. NN.
 00,0 km: Zunächst nordöstlicher Lauf durch den Dorfteil, der oberste Federbach zieht in weniger als einen halben Kilometer Entfernung im Südosten in Gegenrichtung.
 14,2 km: Wird verdolt im Nordosten der Talsiedlung neben der Sezanner Straße von rechts vom offenen Lindenhardterwegbach gekreuzt, der ihm danach parallel- und später zuläuft. Der Lindenhardterwegbach ist ein Bachast des obersten Federbachs im Hügelteil von Malsch, der vor dieser Gewässerkreuzung in dessen ursprünglicher Richtung auf der Trasse der Sezanner Straße weiterläuft und noch zuvor rechts einen Abzweig hat, der den Malscher Landgraben dann über das Nächstebächle und das Krebsbächle (s. u.) erreicht.
 00,0 km: Läuft nach dem Dorfaustritt neben dem Damm der Bahnstrecke Rastatt–Karlsruhe.
 13,9 km: Abzweig eines linken Seitengrabens in die Rottwiesen an der Bahnbrücke der L 608, …
 12,8 km: … der nach der Kläranlage wieder zurückläuft, 1,13 km.
 12,1 km: Krebsbächle, von rechts nach Durchqueren des Flachlandwaldes Pfanneneck in der Flur des Stützel, 5,363 km und 9,52 km². Entsteht westlich von Malsch-Völkersbach in den Schwarzwald-Randhöhen auf etwa 453 m ü. NN. Durchfließt den Tankgraben, einen in der Zeit des Nationalsozialismus gebauten Panzergraben. Passiert das Auslassbauwerk des Hochwasserrückhaltebeckens Fuchzich mit einem gewöhnlichen Hochwasserrückhalteraum von 445.000 Kubikmeter. Zulauf vom Lindenhardterwegbach zum Rückhaltebecken über den Entlastungsgraben (auch Neuwiesengraben), der im Malscher Ortszentrum abzweigt. Nimmt wenige Schritte vor der Mündung von rechts den Bach vom Graibrunnen her auf, der nördlich von Völkersbach liegt.
 11,8 km: Lindenhardterwegbach, von links, 3,524 km. Ist die rechtsseitige Fortsetzung des Malscher Dorfsbachs in Malsch, deren linksseitige der Federbach ist. Zum gemeinsamen Oberlauf, der zum Federbach gerechnet wird, siehe bei diesem. Der Malscher Landgraben ist hier keine hundert Meter länger als dieser sein linker (!) Zulauf.
 11,2 km: Etwa 300 Meter rechts des Laufs liegt nach der Gemarkungsgrenze zu Bruchhausen der 14,7195 ha große Baggersee Stützel.
  9,7 km: Am Ortsanfang von Ettlingen-Bruchhausen liegt in etwa 300 Metern Entfernung rechts der 8,3299 ha große Buchtzigsee im Mündungswinkel des folgenden Zuflusses.
  9,0 km: Reutgraben, von rechts in Bruchhausen neben der Badstraße auf rund 115 m ü. NN, 5,108 km und 8,883 km². Entsteht in den Schwarzwald-Randhöhen im Hoffeldschlag nordwestlich des waldumstandenen Rimmelsbacher Hofs von Malsch auf etwa 404 m ü. NN.
  8,2 km: Beierbach, von rechts gegenüber dem Nordostrand von Bruchhausen auf unter 115 m ü. NN, 4,7 km und 4,589 km². Entspringt Quellen am Ostrand von Ettlingen-Schluttenbach auf etwa 315 m ü. NN.
  7,3 km: Weiligbächle, von rechts in der beginnenden Gewerbezone im Westen von Ettlingen, 2,837 km. Entsteht am Fuße des Schwarzwaldhangs im Stadtteil Ettlingenweiler beim Wohnplatz Waldsaum auf etwa 175 m ü. NN.
  6,9 km: Horbach (Malscher Landgraben), von rechts verdolt längs der Einsteinstraße im Gewerbegebiet, 3,874 km. Entsteht am Südrand Ettlingens beim Augustinusheim auf etwa 148 m ü. NN.
  6,0 km: Hagbruch, von links am Westrand Ettlingens gegen den Hardtwald, 2,985 km und 9,504 km². Entsteht westlich von Bruchhausen am Hardtwald-Rand.
  0,0 km: Mündung des Malscher Landgrabens am Kleeblatt zwischen den Stadtteilen Beiertheim-Bulach und Südweststadt von Karlsruhe unter 112 m ü. NN von links und Süden in die Alb.

### Ortschaften
am Lauf mit ihren Zugehörigkeiten. Nur die Namen tiefster Schachtelungsstufe bezeichnen Siedlungsanrainer.
- Landkreis Karlsruhe
  - Gemeinde Malsch
    - Dorfteil an der Bahnlinie

  - Stadt Ettlingen
    - Bruchhausen (Dorf, überwiegend links)
    - Ettlingen (überwiegend Gewerbezone, überwiegend rechts)

  - Stadt Rheinstetten
    - (kein Siedlungsanrainer, überwiegend links)
- Stadtkreis Karlsruhe
  - Hofgut Scheibenhardt (ehemaliges Jagdschloss, in etwas Abstand rechts)
  - Oberreut (Stadtteil, links)
  - Beiertheim-Bulach (rechts)

## Geologie
Der Malscher Landgraben entsteht im quartären Hochwassersediment der Kinzig-Murg-Rinne, in dem er auch mündet. Zwischendurch, etwa vom Zulauf des Krebsbächles bis hinter Bruchhausen, hat sich längs des Laufes ein Moor gebildet, ebenso teilweise längs des in diesem Bereich zufließenden Reutgrabens. Der Landgraben ist ein sehr flaches Stufenrandgewässer, das von rechts zahlreiche Zuflüsse vom Westrand des Nordschwarzwaldes aufnimmt.
Die Schichtstruktur im Einzugsgebiet zeigt von der südsüdwestlichen Wasserscheide gegen den Federbach bis etwa Ettlingen eine recht klare, zum rechten Oberrheingrabenrand parallele Zonierung.
- In der ostsüdöstlichen Zone liegt auf den Schwarzwald-Randhöhen zumeist Oberer Buntsandstein, dem sich nahe der Wasserscheide abschnittsweise ein schmaler Streifen quartären Lösssediments überlagert; in den Taleinschnitten der Randhöhen zur Rheinebene und am Randabfall zu dieser gehört das Gestein zum Mittleren Buntsandstein.
- In der mittleren Zone findet man Lösssediment, ausgenommen die oben erwähnten gewässernahen Gewässersedimente, die es bandartig durchziehen.
- In der westnordwestlichen Zone liegt Würm-Schotter, hierauf steht weithin der Hardtwald.

Eine vermutete Störungslinie des Rheingrabenbruchs zieht zwischen mittlerer und rechter Zone am Schwarzwaldrand entlang.

## Landschaftsbild
Der geologischen Zonierung entspricht eine der Naturräume. Wo Buntsandstein liegt, erstrecken sich die Schwarzwald-Randplatten (ca. 15 km²), die rechte Hälfte der Lösssediment-Zone gehört den Ortenau-Bühler Vorbergen an (ca. 11 km²), der größere Rest des Einzugsgebietes ist Teil der Hardtebenen (ca. 33 km²).